# Réunification familiale
Ne doit pas être confondu avec Regroupement familial.
En droit français, la réunification familiale concerne les personnes réfugiées ou bénéficiant de la protection subsidiaire, elle est autorisée sans condition, et leur permet d'autoriser la venue en France de leur père, mère, frères et sœurs mineurs non mariés. En pratique, il peut être très difficile pour ces personnes qui résident hors de France et qui pourraient bénéficier de la réunification familiale d'obtenir le visa de long séjour auprès du consulat de France.

## Évolution en 2018
Avant la réforme de 2018, les membres de la famille de la personne protégée qui pouvaient obtenir la réunification étaient son partenaire par mariage ou par une union civile (si ce lien est antérieur à la demande d’asile), ses enfants et, éventuellement, les parents d’un mineur. La loi du 10 septembre 2018 « pour une immigration maîtrisée, un droit d'asile effectif et une intégration réussie »  étend la réunification familiale à la fratrie d’un enfant mineur protégé. Selon l’Ofpra, cela représenterait moins d’une centaine de cas par an.
La réforme 2018 ajoute que le ou la bénéficiaire de la réunification familiale peut se la voir refuser s’il ou elle ne se conforme pas aux principes essentiels qui régissent la vie familiale en France. 